# Bettina Meißner
Bettina Meißner (* 1970 in West-Berlin) ist eine deutsche Politikerin (CDU). Seit 2023 ist sie Mitglied des Abgeordnetenhauses von Berlin.

## Leben
Meißner legte 1991 das Abitur am Hans-Carossa-Gymnasium in Berlin-Hakenfelde ab. Anschließend absolvierte sie eine Ausbildung zur Bankkauffrau. Bis zu ihrem Einzug ins Abgeordnetenhaus 2023 war sie für die Deutsche Bank tätig, ab 2001 als Geschäftskundenbetreuerin.
Meißner ist verheiratet, hat einen Sohn und lebt in Berlin-Staaken.

## Politik
Meißner ist seit 1995 Mitglied der CDU. Von 2000 bis 2023 war sie Mitglied der Bezirksverordnetenversammlung von Spandau. Sie trat bei der Abgeordnetenhauswahl 2006 im Wahlkreis Spandau 2 sowie bei den Abgeordnetenhauswahlen 2011, 2021 und 2023 im Wahlkreis Spandau 1 an. Nachdem sie bei den Wahlen 2006, 2011 und 2021 den Einzug ins Berliner Landesparlament verpasst hatte, zog sie 2023 über das Direktmandat ins Abgeordnetenhaus ein.